# Agnes Ayres
Pour les articles homonymes, voir Ayres.
Agnes Ayres est une actrice américaine née le 4 avril 1898 à Carbondale, Illinois, et morte le 25 décembre 1940 à Los Angeles.

## Filmographie

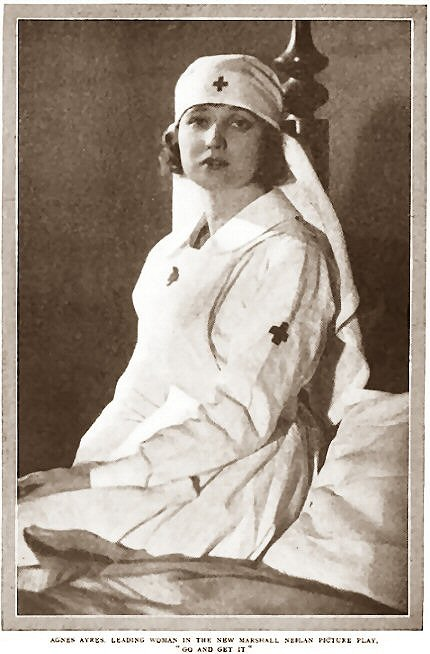
Agnes Ayres dans Le Système du Docteur Ox (1920)

- 1915 : Charlot débute (His New Job ) : figurante, secrétaire
- 1917 : The Bottom of the Well : Alice Buckingham
- 1917 : A Family Flivver
- 1917 : Paging Page Two
- 1917 : He Had to Camouflage
- 1917 : His Wife Got All the Credit
- 1917 : His Wife's Hero
- 1918 : A Little Ouija Work
- 1918 : Seeking an Oversoul
- 1918 : A Four Cornered Triangle
- 1918 : Their Anniversary Feast
- 1918 : Coals for the Fire
- 1918 : Sweets to the Sour
- 1918 : Their Godson
- 1918 : The Rubaiyat of a Scotch Highball
- 1918 : Surprising Husband
- 1918 : Tobin's Palm
- 1918 : A Ramble in Aphasia
- 1918 : The Purple Dress : Maida
- 1918 : The Enchanted Profile : Ida Bates
- 1918 : Sisters of the Golden Circle : Mrs. James Williams
- 1918 : The Girl and the Graft
- 1918 : One Thousand Dollars : Margarett Hayden
- 1918 : Mammon and the Archer
- 1918 : Springtime à la Carte
- 1918 : A Bird of Bagdad
- 1918 : Transients in Arcadia
- 1919 : The Girl Problem : Helen Reeves
- 1919 : Shocks of Doom
- 1919 : A Stitch in Time : Lela Trevor
- 1919 : The Guardian of the Accolade
- 1919 : The Buried Treasure
- 1919 : In Honor's Web : Irene Carson
- 1919 : The Gamblers : Isabel merson
- 1919 : Silence sacré : Madge Summers
- 1919 : The Ghost of a Chance
- 1920 : Une Salomé moderne : Helen Torrence
- 1920 : The Inner Voice : Barbara
- 1920 : Le Système du Docteur Ox (Go and Get It) de Marshall Neilan et Henry Roberts Symonds : Helen Allen
- 1920 : Held by the Enemy (en) : Rachel Hayne
- 1920 : The Furnace de William Desmond Taylor : Folly Vallance
- 1921 : Le Fruit défendu : Mary Maddock
- 1921 : The Love Special : Laura Gage
- 1921 : Too Much Speed : Virginia MacMurran
- 1921 : Cappy Ricks : Florrie Ricks
- 1921 : Le cœur nous trompe (The Affairs of Anatol) de Cecil B. DeMille : Annie Elliott
- 1921 : Le Cheik (The Sheik) de George Melford : Lady Diana Mayo
- 1922 : The Lane That Had No Turning : Madelinette
- 1922 : Bought and Paid For : Virginia Blaine
- 1922 : The Ordeal : Sybil Bruce
- 1922 : Borderland : Esprit / Dora Becket / Edith Wayne
- 1922 : L'Accordeur (Clarence) de William C. de Mille : Violet Pinney
- 1922 : A Daughter of Luxury : Mary Fenton
- 1923 : The Heart Raider : Muriel Gray
- 1923 : La Conquête d'un cœur (Racing Hearts) de Paul Powell : Virginia Kent
- 1923 : The Marriage Maker : Alexandra Vancy
- 1923 : Les Dix commandements (The Ten Commandments) de Cecil B. DeMille : La femme bannie
- 1923 : Don't Call It Love : Alice Meldrum
- 1924 : When a Girl Loves : Sasha Boroff
- 1924 : Bluff : Betty Hallowell
- 1924 : The Guilty One : Irene Short
- 1924 : Detained
- 1924 : The Story Without a Name : Mary Walsworth
- 1924 : Worldly Goods : Eleanor Lawson
- 1925 : Tomorrow's Love : Judith Stanley
- 1925 : Her Market Value : Nancy Dumont
- 1925 : The Awful Truth : Lucy Satterlee
- 1925 : Morals For Men : Bessie Hayes
- 1926 : Le Fils du cheik (The Son of the Sheik) de George Fitzmaurice : Diana, la femme du Cheik
- 1927 : Eve's Love Letters de Leo McCarey : La femme
- 1928 : The Lady of Victories : Josephine
- 1928 : Into the Night : Billie Mardon
- 1929 : Broken Hearted
- 1929 : Bye, Bye, Buddy : Glad O'Brien
- 1929 : L'Affaire Donovan (The Donovan Affair) de Frank Capra : Lydia Rankin
- 1937 : Morning Judge : Mrs. Kennedy